# Microcavia australis
Espèce
Statut de conservation UICN

 LC  : Préoccupation mineure
Le Cobaye nain austral (Microcavia australis) est une espèce de Rongeurs de la famille des Cavidés. Il fait partie du genre Microcavia qui regroupe les cobayes de montagne. Cet animal est aussi appelé Cobaye nain de Patagonie[réf. souhaitée] et on le rencontre en Argentine et au Chili. 
L'espèce a été décrite pour ma première fois en 1833 par deux français le zoologiste Isidore Geoffroy Saint-Hilaire (1805-1861) et le naturaliste Alcide Dessalines d'Orbigny (1802-1857). 

## Morphologie
Il rappelle le cochon d'Inde, en plus petit (longueur moyenne: 20 cm, poids moyen: 400 grammes). Son poil est gris-brun agouti.

## Habitat
Le cobaye nain de Patagonie occupe les pampas du Sud de l'Argentine et du Chili, où il creuse des terriers.

## Biologie
Il vit en colonies. Actif de jour, il se nourrit de végétaux et n'hiberne pas.
Après une gestation de 60 jours, la femelle met au monde 1 à 4 petits couverts de poils et voyants, qui se nourrissent d'herbe dès les premiers jours.

## Liste des sous-espèces
Selon Mammal Species of the World (version 3, 2005)  (15 févr. 2013) :
- sous-espèce Microcavia australis australis
- sous-espèce Microcavia australis maenas
- sous-espèce Microcavia australis salinia